# Sutra del Loto: XXIV capitolo
In quel periodo il Buddha Śākyamuni emise un raggio dalla uṣṇīṣa posta alla sommità del suo capo, e un altro raggio dalla ūrṇā, posta tra le sopracciglia, questi due dei trentadue segni maggiori di un Buddha, illuminando in questo modo la parte orientale dell'universo, con i suoi campi buddhici. I raggi luminosi raggiunsero il mondo Vairocanaraśmipratimaṇḍita (Ornato dei Raggi del Sole), dove viveva il buddha Kamaladalavimalanakṣatrarājasaṃkusumitâbhijña (Saggezza del Re delle Costellazioni Puro Fiore) il quale, circondato da miriadi di bodhisattva, lì predicava la dottrina. In questo mondo viveva anche il bodhisattva-mahāsattva Gadgadasvara (Voce Balbuziente) che aveva realizzato profondamente numerosi samādhi.
Illuminato dai raggi del Buddha Śākyamuni, buddha del mondo di sahā, il nostro mondo, Gadgadasvara 
si recò dal buddha Kamaladalavimalanakṣatrarājasaṃkusumitâbhijña comunicandogli l'intenzione di recarsi in quel mondo per omaggiare lo Śākyamuni e visitare i bodhisattva che li vivevano. Kamaladalavimalanakṣatrarājasaṃkusumitâbhijña spiegò a Gadgadasvara che non doveva, tuttavia, disprezzare il mondo di sahā, né i suoi bodhisattva, né il buddha che lì predicava la dottrina anche se il mondo di sahā era irregolare e pieno di sporcizia, i suoi bodhisattva, e il buddha che lì predicava la dottrina, erano di bassa statura in confronto a lui.
Ascoltati gli avvertimenti del buddha Kamaladalavimalanakṣatrarājasaṃkusumitâbhijña, Gadgadasvara entrò nel profondo samadhi e, grazie a questo, sul monte  Gṛdhrakūṭa piovvero innumerevoli tipi di fiori di loto dagli steli d'oro. Mañjuśrī chiese quindi al Buddha Śākyamuni a cosa si dovesse quel portento, il Buddha gli rispose che il bodhisattva-mahāsattva Gadgadasvara, accompagnato da miriadi di altri bodhisattva stava per manifestarsi per rendergli omaggio e per ascoltare i suoi insegnamenti sul Sutra del Loto.
Quindi il Buddha Śākyamuni chiese  al buddha Prabhūtaratna (Molti Tesori) di invitare Gadgadasvara nel mondo di sahā. Gadgadasvara si manifestò quindi nel nostro mondo e si recò a rendere omaggio al Buddha Śākyamuni portandogli i saluti del buddha Kamaladalavimalanakṣatrarājasaṃkusumitâbhijña che domandava anche notizie sul suo stato di salute:
(Sutra del Loto, cap. XXIII della versione sanscrita; traduzione di Luciana Meazza. Milano, Rizzoli, 2006, pp. 364-5)
(Sutra del Loto, cap. XXIV della versione cinese; traduzione di Burton Watson. Milano, Esperia, 1997, p. 393)
Assistendo ai portenti provocati dall'arrivo del bodhisattva Gadgadasvara, il bodhisattva Padmaśrī (Glorioso Fiore di Loto) chiese al Buddha Śākyamuni quali meriti avesse realizzato quel bodhisattva, il Buddha rispose che molti eoni prima viveva, nel mondo di Sarvarūpapasaṃdarśana (Apparizione di Tutte le Forme) durante il kalpa Priyadarśana (Apparizione felice), il buddha Meghadundubhisvarāja (Re del Suono delle Nuvole Tonanti), a quel tempo Gadgadasvara rese omaggio a tale buddha facendo risuonare per dodicimila anni  innumerevoli strumenti musicali e offrendogli ottantaquattromila vasi. Successivamente il bodhisattva Gadgadasvara insegnò il Sutra del Loto  assumendo molteplici forme come quella di un dio come Śiva/Rudra, Īśvara o Śakra, ma anche in qualità di generale, re, brahmano o semplice cittadino, moglie di un mercante, ragazzo, fanciulla, donna rinchiusa in un gineceo, misurando la sua apparizione in base alle necessità di comprensione dei suoi uditori.